# Bay Mihály
Ludányi Bay Mihály (1645 körül – 1717 után) kuruc diplomata, naplóíró.

## Családja
Bereg vármegyei református köznemesi család sarja, Bay István és Rády Zsuzsanna fia. Fivérei közül Ferenc nevű bátyja hosszú ideig beregi alispán, László nevű öccse pedig Thököly Imre híve, majd II. Rákóczi Ferenc szolgálatában Munkács várának parancsnoka volt.
Első feleségétől, Chernel Erzsébettől (†1669) született fia, András ugyancsak kuruc diplomata volt. Második neje Hermann Mária.

## Élete
1665-ben Bereg vármegye főjegyzője, 1671-ben Eperjesen követ, 1682-ben munkácsi várparancsnok, 1685-ben beregi első alispán volt. Kurucságáért Bereg vármegyei Dercen-Kerepec részjószágát hűtlenségi perben vesztette el.
1690-ben, a keresztényszigeti országgyűlésen Thököly híveként erdélyi honosítást nyert. Az év végén követte urát a bujdosásba, ismételten Thököly portai megbízottja volt. (Ez időben vezetett naplóját lásd alább, a művei közt.)
Később Nikomédiában is Thököly mellett tartózkodott, és annak követeként tért haza az 1705. évi szécsényi országgyűlésre. A fejedelem halála miatt már nem tért vissza Törökországba, II. Rákóczi Ferenc szolgálatába állt.

## Művei
- Részben az ő, részben Inczédi Mihály és Sándor Gáspár 1692–1693. évi drinápolyi működéséről ad számot Thököly Imre portai követeinek magyar nyelvű naplósorozata. Lásd: Kapithiha Bay Mihály uram diariuma a die 7. Nov. A. 1692. usque ad d. 8. Junii A. 1693. In: Késmárki Tököly Imre és némely főbb híveinek naplói és emlékezetes írásai 1686–1705. Második rész: Tököly Imre némely főbb híveinek naplói, írásai. 1686–1699. Közli: Thaly Kálmán. Pest, 1868. (Monumenta Hungariae Historica. Scriptores XXIII/2. köt.) 459–650.

Utóbb II. Rákóczi Ferenc küldte ki őt és Pápay Gáspárt Krímbe a tatár kánhoz, hogy azt tervének támogatására bírja. Ezen követségi naplót Thaly Kálmán fedezte fel a Rákóczi–Aspremont–Erdődy-féle levéltárban, s közzé tette a Századokban (1873. 538–552. és 602–618. l.) ily címmel: Bay Mihály és Pápay Gáspár naplója tatárországi követségükről. (1705–1706)